# Comuna Alstahaug
Alstahaug este o comună din provincia Nordland, Norvegia.